# Castel di Iudica
Castel di Iudica település Olaszországban, Szicília régióban, Catania megyében. Lakosainak száma 4269 fő (2023. január 1.). Castel di Iudica Agira, Catenanuova, Centuripe, Paternò, Ramacca és Raddusa községekkel határos.

## Népesség
A település lakossága az elmúlt években az alábbi módon változott:
| Lakosok száma | 4567 | 4518 | 4269 |
|               | 2017 | 2018 | 2023 |